# Ron Burgess
William Arthur Ronald "Ronnie" Burgess (9 d'abril de 1917 - 14 de febrer de 2005) fou un futbolista gal·lès de la dècada de 1940.
Fou 32 cops internacional amb la selecció de Gal·les. Pel que fa a clubs, defensà els colors de Tottenham Hotspur i Swansea Town. Posteriorment fou entrenador a clubs com Swansea o Watford.